# ベリーズ海軍艦艇一覧
ベリーズ海軍艦艇一覧は、ベリーズ海軍が過去保有した、または現在保有する、または将来保有する予定の、未完成・計画中止を含めた歴代艦艇一覧である。
凡例

## 現有勢力（2007年現在）
- 国防予算：
- 海軍人員：
- 艦船隻数：

## 艦艇一覧（近代海軍）

### 哨戒艦艇

#### 哨戒・警備艦艇
哨戒艇
- ベリーズ級 - 2隻

ベリーズ（PBM-01 Belize）
ベルモパン（PBM-02 Belmopan）
- 『WASP 20-METRE』型 - 2隻

ダンドリガ（PB-01 Dandriga）
トレド（PB-02 Toledo）

### 補助艦艇

#### その他
その他
- Launch - 2隻

オーシャン・センチネル（Ocean Sentinel）
リーフ・スナイパー（Reef Sniper）
- Halmatic 22-foot Rigid Inflatable Launch - 2隻

スティングレイ・コマンド（Stingray Commando）
ブルー・マーリン・レンジャー（Blue Marlin Ranger）
- 各型 - 5隻

### コーストガード

#### 警備救難業務用船艇
巡視艇
- 『P-1』型 - 3隻

P-1、2、3